# Лиман (разведывательный корабль)
«Лиман» — средний разведывательный корабль советского проекта 861, по классификации NATO: Moma-class.
Затонул 27 апреля 2017 года в результате столкновения с судном-скотовозом «Youzarsif H».

## Технические данные
- Водоизмещение: 1542 тонны (при полной нагрузке).
- Длина: 73,32 метра.
- Осадка: 3,85 метра.
- Максимальная скорость: 17,3 узла (32,0 км/ч).
- Дальность плавания: 9700 морских миль при скорости 11 узлов.
- Экипаж: судно рассчитано на команду из 85 человек.
- ГЭУ: два дизельных двигателя «Згода-Зульцер 6ТД-48».
- Мощность: 1800 лошадиных сил (1300 кВт) каждый.
- Вооружение: шестнадцать ракет типа «земля-воздух» «Стрела-2»[1].

## Строительство
Судно было заложено на «Северной верфи» (Stocznia Północna im Bohaterow Westerplatte) в Гданьске как гидрографическое судно. Спущено на воду 19 августа 1970 года, вступило в строй 23 декабря 1970 года.

## Служба
В первые годы службы «Лиман» входил в состав Северного флота ВМФ СССР, а в 1974 году переведён на Черноморский флот СССР.
В 1989 году судно было переоборудовано в средний разведывательный корабль по индивидуальному проекту. В его задачи входила радиоэлектронная разведка (РЭР).
В апреле 1999 года «Лиман» был направлен в Адриатическое море по просьбе югославского президента Слободана Милошевича для слежения за силами НАТО в операции против Югославии.

### Гибель

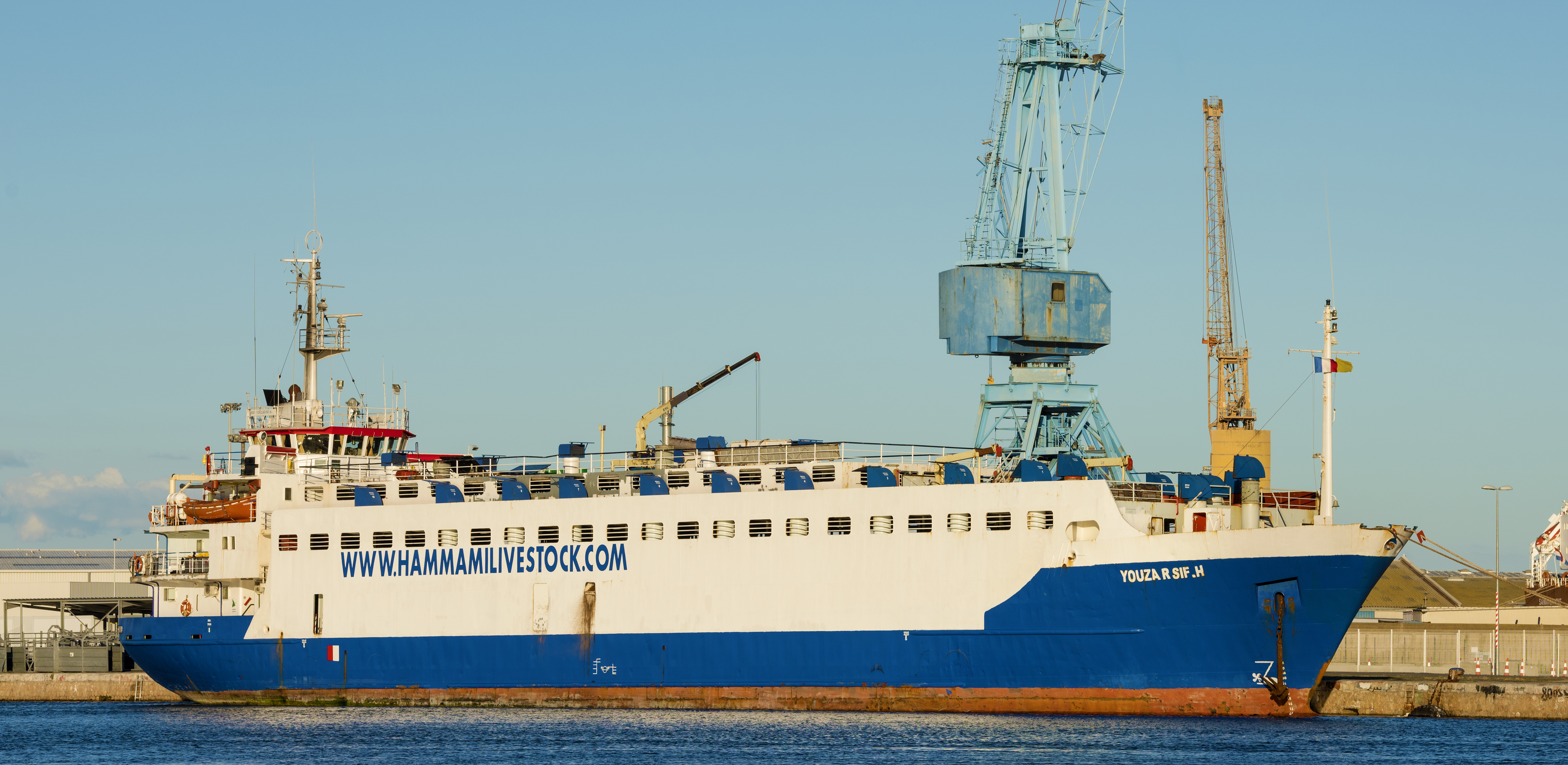
Скотовоз Youzarsif H.

27 апреля 2017 года в полдень «Лиман» столкнулся в Чёрном море, как было заявлено российской стороной, «в условиях густого тумана и плохой видимости» — с судном-скотовозом «Youzarsif H», которое шло под тоголезским флагом. «Youzarsif H» перевозил на борту свыше 8 тысяч овец из порта Мидия в Румынии в город Акаба в Иордании. Столкновение произошло на 29 км к северо-западу от прибрежного турецкого городка Килиос. «Лиман» получил пробоину по правому борту ниже ватерлинии и начал тонуть.
Турецкая береговая охрана направила на место аварии буксир «Kurtarma 3» и спасательные катера «Kiyem 3», «Киви Emniyeti 6» и «Kiyi Emniyeti 8», но спасти «Лиман» не удалось, и он затонул в 14 часов 48 минут в пункте с координатами 41.50° N / 28,95° E, около 40 км на северо-запад от устья Босфора. Турецкие спасатели взяли на борт 37 членов российского экипажа, ещё 15 были спасены командой «Youzarsif H». Все 78 членов команды, что на момент аварии находились на борту, были спасены. Затем они были переданы на российское грузовое судно Ulus Star, доставлены до ближайшего порта и оттуда самолётом отправлены в Россию.
На момент столкновения «Лиман» вёл наблюдение за военно-морскими маневрами НАТО «Морской щит» в Чёрном море. Командиром корабля «Лиман» был капитан 3-го ранга ВМФ РФ К. Беляев.
3 мая 2017 года Россия направила спасательный буксир СБ-739 и опытовое судно «Селигер» на место затопления «Лимана», чтобы обследовать корабль на наличие ценного оборудования и возможностей его поднять на поверхность. Кроме них, ранее в районе гибели СРК «Лиман» находились килекторное судно КИЛ-158 и спасательное судно «Эпрон». По словам депутата Госдумы РФ от Крыма Дмитрия Белика, подъём судна экономически невыгоден, а всё секретное оборудование либо демонтировано, либо уничтожено.

## Этим кораблем в разное время командовали
- капитан 2-го ранга Нечаев С. В.
- капитан 3-го ранга Бартышев А.
- капитан 3-го ранга Дьяконов А. С.
- капитан 3-го ранга Беляев К. Е.